# Guillermo Waksman
Guillermo Waksman (Montevideo, 1935 - ibídem. 8 de gener de 2008) fou un destacat periodista uruguaià, exiliat polític durant la dictadura de 1972-1985.
Waksman va néixer a Montevideo el 1935, fill d'una família d'origen suís. Va estudiar a la Universitat de la República (UdelaR) i es va exiliar a Xile, Mèxic i Suïssa per molts anys, fins al terme del govern de dictadura que va governar el país per més d'una dècada.
A la seva tornada a l'Uruguai, el 1985, va fundar el diari d'esquerra Brecha i va ser nomenat director de l'edició de la revista Semanario des de 1993 fins a l'any 1999. Entre els seus reportatges més importants cap destacar la seva trobada amb alguns expresidents uruguaians i argentins, entre ells, Julio María Sanguinetti, Jorge Batlle Ibáñez, Luis Alberto Lacalle i l'actual president de la República, el metge oncòleg Tabaré Vázquez.
A més, es va dedicar a defensar els principis socialistes, va impulsar una campanya a favor del partit d'extrema esquerra, Front Ampli (FA), i va seguir de prop els comicis de l'any 2004. Així mateix, va dur a terme un estudi a fons de la visita del president estatunidenc George W. Bush a l'Uruguai al març de 2007.
Les seves obres narren de la dictadura, l'opressió militar, la llibertat d'expressió en una democràcia sòlida i consolidada, i els drets civils de tota persona. En aquest sentit, va portar a terme importants estudis analògics amb altres règims dictatorials en països americans i europeus. La seva anàlisi sobre el franquisme i la Guerra civil espanyola també va tenir un fort impacte en la premsa regional sud-americana.
Va morir a Montevideo, als 72 anys, a causa d'un càncer de pàncrees.